# Директива 2001/20/EC
Директива 2001/20/EC, официальное название Директива 2001/20/ЕС Европейского парламента и Совета Европейского союза от 4 апреля 2001 года «по сближению законодательств, правил и административных постановлений стран — участниц ЕС, касающихся реализации качественной клинической практики при проведении клинических исследований лекарственных средств для применения у людей» (англ. Directive 2001/20/EC of the European Parliament and of the Council of 4 April 2001 on the approximation of the laws, regulations and administrative provisions of the Member States relating to the implementation of good clinical practice in the conduct of clinical trials on medicinal products for human use) — нормативный акт Европейского союза, которым регулируются отношения в Европейском союзе, касающиеся проведения клинических исследования лекарственных средств, включая многоцентровые исследования, осуществления клинической практики, за исключением исследований, которые исключают вмешательства в организм человека. Документ был принят 4 апреля 2001 года в Брюсселе Европарламентом и Советом Европейского союза и вступил в силу 1 мая 2001 года.

## История создания
Нормативная база Евросоюза, которая регулирует отношения, возникающие вовремя клинических исследования лекарственных средств, а также осуществления клинической практики достаточно обширна. Среди наиболее значимых стоит отметить: Директива Совета 65/65/EЭC от 26 января 1965 года «по сближению постановлений, предусмотренных законодательством, правилами или административными мерами, касающимися лекарственных средств», Директива Совета 75/318/EЭC от 20 мая 1975 года «по сближению законодательств стран-участниц ЕС в области стандартов и протоколов аналитических, фармакотоксикологических и клинических исследований, связанных с испытанием лекарственных средств», положения Хельсинкской Декларации (в редакции 1996 года), а также Правила Совета (ЕЕС) № 2309/93 от 22 июля 1993 «об установлении процедуры Сообщества для предоставления разрешения и контроля за использованием лекарственных препаратов у людей и в ветеринарии». Разработка и принятие Директивы 2001/20/ЕС стало ответом на изменения, которые происходят из года в год с появлением новых препаратов, а также способами и методами проведением новых исследований. Документ был подписан 4 апреля 2001 года в Брюсселе и вступил в силу 1 мая 2001 года. В то же время законодатель в лице Европарламента и Совета Европы установил временные рамки для имплементации норм Декларации в национальное законодательство стран-членов ЕС — 1 мая 2005 года. Действие Директивы 2001/20/ЕС было упразднено 27 мая 2016 года в связи с принятием Регламента 536/2014/ЕС Европейского парламента и Совета от 16 апреля 2014 года «о клинических испытаниях лекарственных средств для использования человеком и отмене Директивы 2001/20/EC».

## Характеристика документа

### Структура
- Преамбула (Whereas, состоит из п[5].1-19);
- Ст. 1-23 (Articles 1-23)[3][6].

### Задачи
Первостепенной задачей Директивы 2001/20/ЕС являлась систематизация правовых норм, закрепление и гарантирование прав пациентам, участникам клинических исследований. Второстепенной задачей стало ужесточение требований к лабораториям и исследовательским центрам в их деятельности, направленной на проведение исследований, что подразумевают вмешательство в человеческий организм. Также положения Директивы обязывают предоставлять информацию о ходе испытаний, результатах, негативных последствиях. Наряду с этим была введена система обобщения и накопления сведений о судебных исках и результатах разбирательств.